# Бракелер, Фердинанд де
Фердинанд де Бракелер (англ. Ferdinand de Braekeleer the Elder; 1792—1883) — бельгийский живописец.

## Биография
Фердинанд де Бракелер родился 12 февраля 1792 года в Антверпене.
Изучал искусство рисования сначала в Академии изящных искусств своего родного города, а потом под руководством Маттеуса ван Бре. 

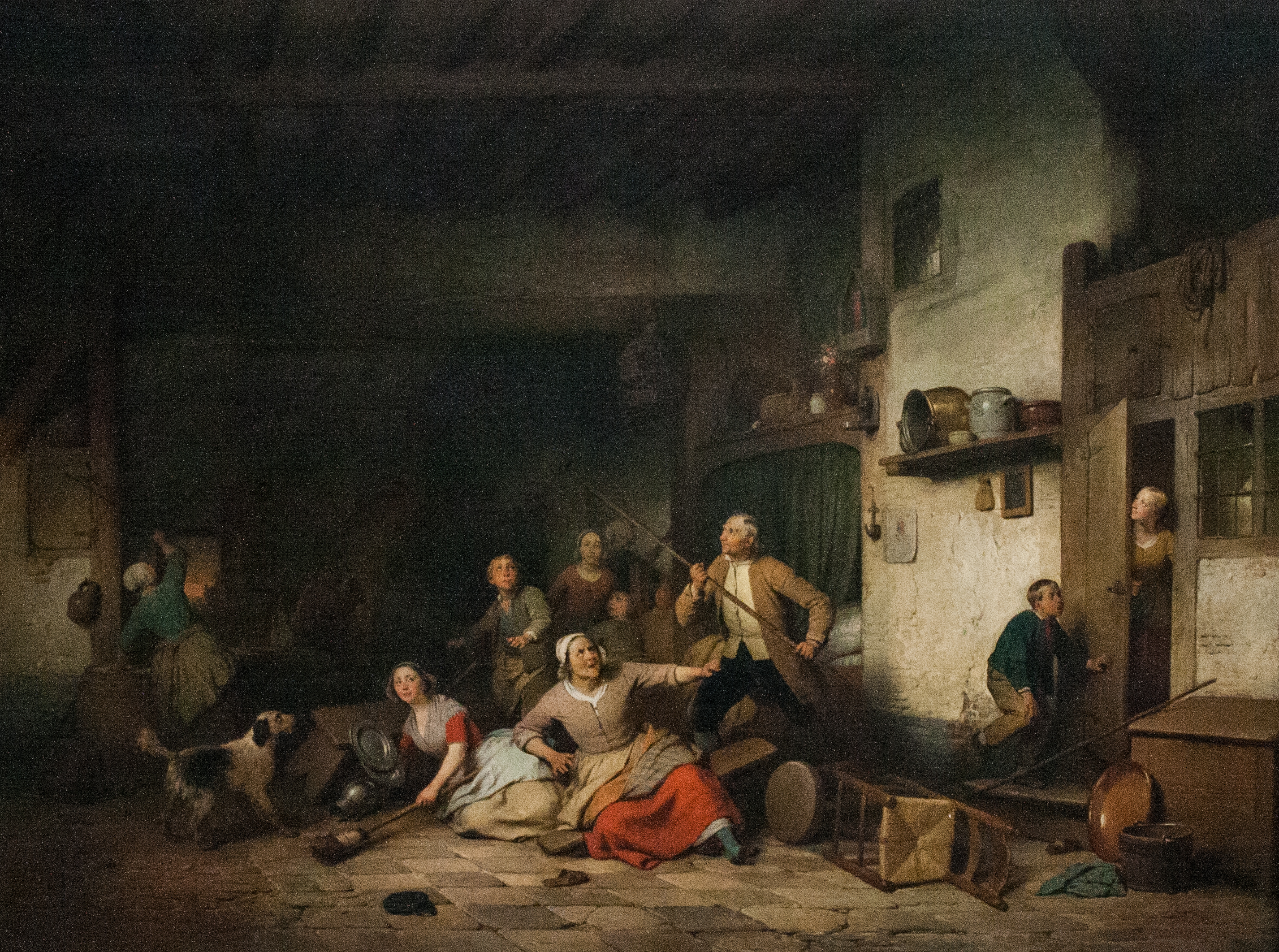
«Летучие мыши»

После трехлетнего пребывания в Италии Фердинанд де Бракелер поселился в городе Антверпене и став видным представителем Антверпенской школы был избран в члены Антверпенской академии живописи и Королевской Академии изящных искусств в Брюсселе.
Среди его учеников был, в частности, Якобюс-Альбертюс-Михаэль Якобс.
Среди множества полотен живописца, в «Энциклопедическом словаре Брокгауза и Ефрона» были названы «главными» следующие его картины: «Свирепства испанцев в Антверпене в 1576 году», «Гасселар во главе женщин при осаде Гарлема», «Антверпенская цитадель на другой день после сдачи», «День святого Фомы», «Золотой брак» и «Раздача плодов в школе» («Le comte de Mi-Carême»), «Школьный учитель»; «Летучие мыши», «Раздача наград в деревенской школе», «Жизненная эссенция», «Больной».
Фердинанд де Бракелер умер 16 мая 1883 года в Антверпене.
Его сын Анри де Бракелер (Henri de Braekeleer; 1840–1888) последовал по стопам отца и тоже стал известным художником.